# Microeurotium albidum
Microeurotium albidum är en svampart som beskrevs av Ghatak 1936. Microeurotium albidum ingår i släktet Microeurotium, ordningen skålsvampar, klassen Pezizomycetes, divisionen sporsäcksvampar och riket svampar.   Inga underarter finns listade i Catalogue of Life.